# Жужелица Щеглова
Жужелица Щеглова (лат. Carabus stscheglowi) — жук из семейства жужелиц.

## Описание
Жук длиной 17—23 мм. Верх тела медно-красного, бронзового, зелёного или бронзово-черного цвета. Края надкрыльев и переднеспинки окрашены от медно-красного до золотисто-зелёного цвета. Переднеспинка с 3—5 парами краевых щетинок. Задние углы передней спинки заходят за её основание в виде длинных, округленных на конце лопастей. На надкрыльях находятся выраженные 3 первичные промежутка в виде цепочки из коротких ребрышек, между парами которых находятся 3 плоских вторичных промежутка. Промежутки на надкрыльях, расположены между рядами ямок, являются довольно густо поперечно исчерченными. Крылья редуцированы.
Вид похож на Carabus arcensis, но отличается от него более крупными размерами, скульптурой надкрыльев и окраской.

## Ареал
Вид распространён в Восточной Европе и Западной Сибири, за исключением севера региона: от Восточной Украины на западе до Уральских гор и Иртыша на востоке. Ареал вида доходит на севере до зоны смешанных лесов, а на юге доходит до границ степной зоны. Встречается на территории Камышинского (Щербаковская балка, с. Белогорки) и Жирновского районов.
Также вид встречается преимущественно в лесостепной зоне, спорадически на яйлах Крыма (Чатыр-Даг).

## Особенности биологии и экологии
Вид приурочен к лиственным и смешанным лесам. Наиболее часто встречаются в поймах и лиственных растительных ассоциациях, как правило, в сырых каменистых местах вблизи ручьев и небольших рек. Также заселяет крупные балки с массивами байрачных лесов. Биология вида недостаточно изучена.
Жуки встречаются с конца мая по сентябрь, с пиком численности с мая по июнь. Развитие происходит в лесной подстилке, жуки и личинки являются активными хищниками с сумеречной активностью — питаются дождевыми червями, моллюсками, гусеницами бабочек и т.п. Зимуют имаго и, возможно, личинки старшего возраста.

## Замечания по охране
Вид занесён в Красную книгу Украины, как редкий вид.